# Överselö distrikt
Överselö distrikt är ett distrikt i Strängnäs kommun och Södermanlands län. 
Distriktet ligger nordost om Strängnäs. 

## Tidigare administrativ tillhörighet
Distriktet inrättades 2016 och utgörs av socknen Överselö i Strängnäs kommun.
Området motsvarar den omfattning Överselö församling hade vid årsskiftet 1999/2000.